# Nyholm Debess
Christopher Nyholm Debess (født 30. oktober 1882 på Viðareiði, død 1. april 1952 i Tórshavn) var en færøsk håndværker, digter og politiker (SF).
Han blev født i Viðareiði, men voksede op i Tórshavn. Han drog til Bergen for at gå i rørlæggerlære i 1898, og kom tilbage til Tórshavn i 1904. Fra Bergen havde han med sig minderne om sammenholdet mellem norske unge, og tog initiativ til at stifte Havnar Ungmannafelag sammen med Petur Alberg og Mads Andrias Winther i 1906. Debess var også uddannet blikkenslager, arbejdede som blikkenslagermester, og var bestyrelsesmedlem i Havnar Handverksmeistarafelag i flere år.
Nyholm Debess var også kendt som digter og oversætter. Fra nynorsk oversatte han skuespill af Torvald Tu, udgivet på færøsk som «Vinalig hjún». Debess udgav sin eneste digtsamling, Yrkingar og týðingar, i 1934. Aldan og onnur brot blev udgivet posthumt i 1998.
Han var kommunalbestyrelsesmedlem i Tórshavnar kommuna 1921–1932, og indvalgt i Lagtinget fra Suðurstreymoy 1918–1936.